# Ducové
Ducové (in ungherese Ducó) è un comune della Slovacchia facente parte del distretto di Piešťany, nella regione di Trnava.